# Caris LeVert
Caris Coleman LeVert (Columbus, Ohio, 25 d'agost de 1994) és un jugador de bàsquet estatunidenc que pertany a la plantilla dels Brooklyn Nets de l'NBA. Amb 2,01 metres d'alçada, juga en la posició d'escorta.